# Dongbeititan dongi
Dongbeititan dongi (“Titan de Dongbei de Dong Zhiming”) es la única especie del género extinto Dongbeititan de dinosaurio saurópodo titanosauriforme, que vivió a principio del período Cretácico, entre 130 a 125 millones de años durante el Barremiense, en lo que es hoy Asia. 
Encontrado en sedimentos del  Grupo Jehol de Beipiao, Liaoning, China.  El holotipo está basado en un esqueleto parcial postcranial que incluye huesos de los miembros, cintura escapular y pélvica y , vértebras. Los científicos que realizaron la descripción sugieren que se trata de un titanosauriforme basal, menos derivado que Gobititan o Jiutaisaurus, pero más que Euhelopus, Fusuisaurus, y Huanghetitan. En 2012 se informó que en una costilla suelto, se encontró que el espécimen LDRCv2, que probablemente pertenece al holotipo, un diente de un terópodo carnívoro. Probablemente sea una especie de tamaño mediano aún desconocida.
La especie tipo,  D. dongi, es el primer saurópodo conocido del Grupo Jehol, que se encuentra incluida en la bien conocida Formación Yixian. El nombre del género se refiere a la región de Dongbei y de griego titán  "gigante". El nombre específico honra al paleontólogo chino Dong Zhiming.
Como otros saurópodos, Dongbeititan debió haber sido un gran cuadrúpedo herbívoro.  A pesar de su nombre, este saurópodo no era demasiado grande, probablemente alcanzando longitudes de unos 15 metros y un peso de aproximadamente 7 toneladas.